# Dalmasio Scannabecchi
Dalmasio di Jacopo Scannabecchi, in latino Dalmaxius Iacobi de Scanabicis (Bologna, 1315 circa – Bologna, 1374 circa), è stato un pittore bolognese documentato tra il 1342 e il 1373.

## Biografia

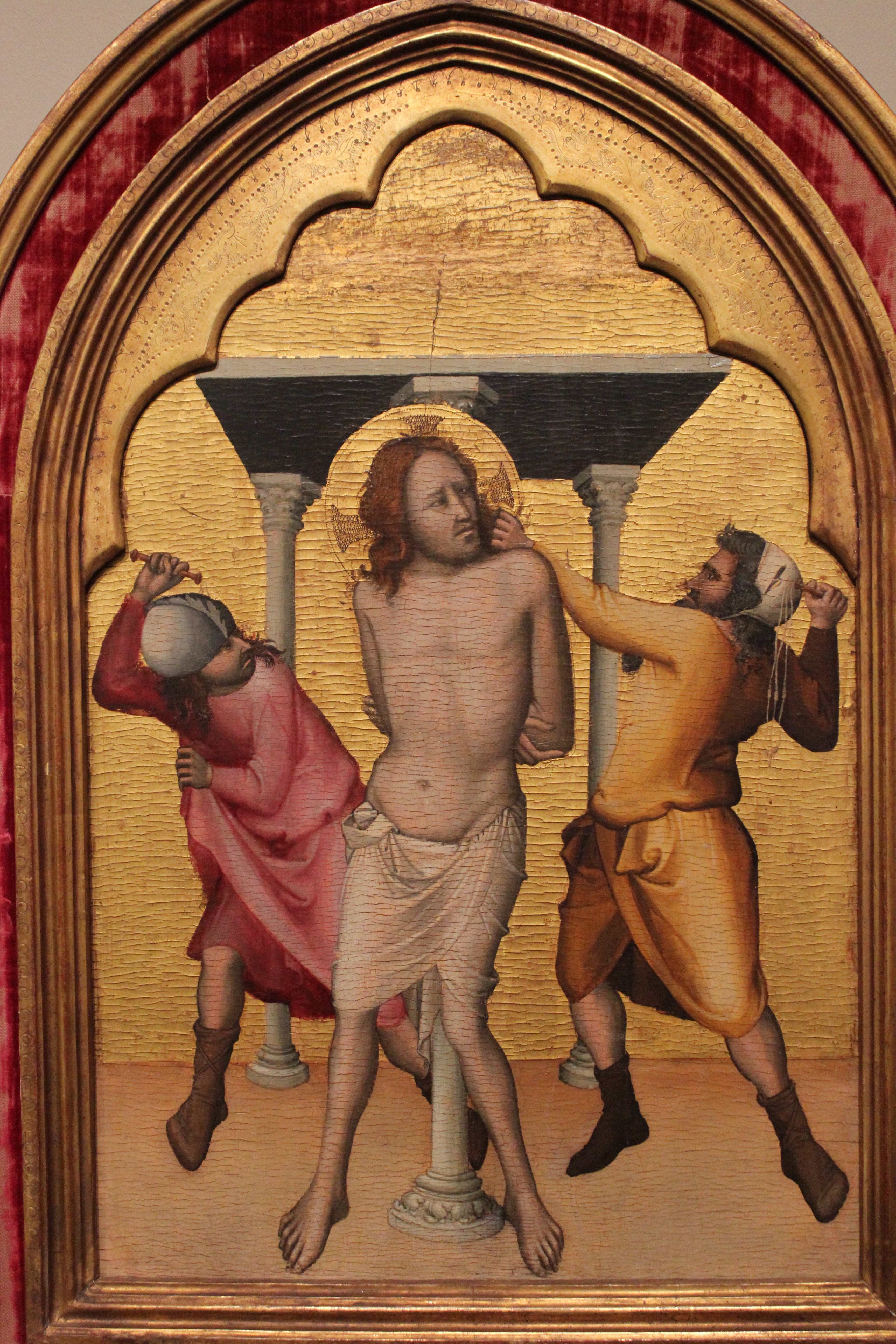
Flagellazione, Seattle Art Museum

Dalmasio apparteneva ad un ramo secondario della nobile famiglia ghibellina degli Scannabecchi, che subirono il bando dalla città a più riprese. Nacque a Bologna intorno al 1315: in un documento del 24 settembre 1342, dove risulta orfano del padre Jacopo, egli compare infatti come testimone e quindi già maggiorenne, ovvero aveva più di venticinque anni. La conferma viene dalle venticinquine (liste dei manipoli di 25 uomini maggiorenni guidati da un capitaneus destinati alla guardia civica), nelle quali il suo nome compare solo nel 1342.
Nel 1350 sposò Lucia, sorella del pittore Simone di Filippo, col quale era legato da amicizia ma anche da rapporti professionali. 
Gli altri documenti, che attestano la presenza del pittore Dalmasio a Bologna abitante nella cappella di San Dalmasio e di San Domenico (1352-1356 e 1370-1373), non fanno purtroppo alcun riferimento a pitture o commissioni artistiche riconducibili a opere note.
Tra il 1359 e il 1365 è documentato a Pistoia: come si apprende dai Memoriali, Dalmasio nominò il cognato Simone suo procuratore a Bologna: questi, a sua volta, si giovò di tale situazione, incrementando i suoi clienti con quelli di Dalmasio. La bottega di Dalmasio e di Simone era probabilmente una delle più importanti a Bologna in quegli anni e trovava una forte concorrenza nella bottega, sempre a conduzione familiare, di Niccolò di Giacomo e Jacopo di Paolo. Coadiuvato da questa prolifica unione, Dalmasio poté concentrarsi sul lavoro a Pistoia dove sappiamo che nel 1359 viene pagato per dipingere e decorare gli sportelli di un tabernacolo marmoreo per la Chiesa di San Giovanni Fuorcivitas.
Dalmasio morì probabilmente nell'inverno tra il 1373 e il 1374: l'ultimo documento che lo riguarda, il suo testamento, è del novembre 1373. Il figlio Lippo, pittore molto prolifico a Bologna, sarebbe nato verso il 1355: nella prima documentazione ufficiale relativa al più giovane dei due Scannabecchi, riguardante un atto di vendita di proprietà passate in eredità dal padre Dalmasio (agosto 1377), Lippo risulta essere accompagnato dallo zio Simone perché ancora di minore età.

## L'attività artistica e loPseudo-Dalmasio

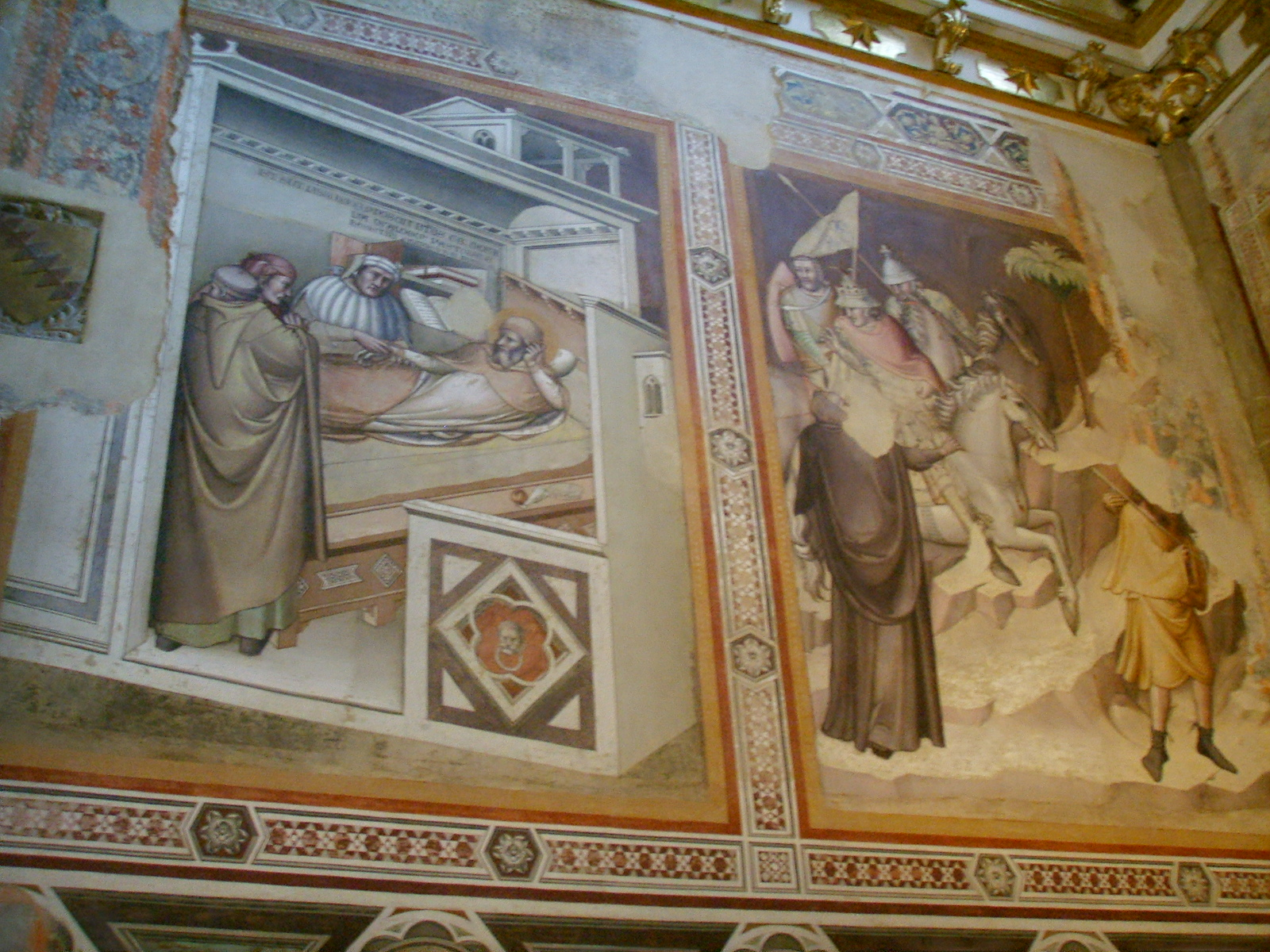
Episodi delle Storie della vita di San Gregorio a Firenze

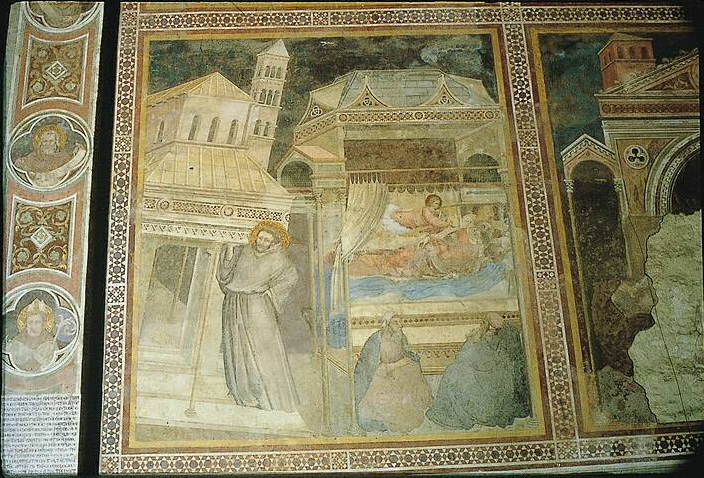
Il sogno del pontefice una delle Storie della vita di san Francesco a Pistoia

La formazione artistica di Dalmasio fu inizialmente influenzata dalle innovazioni giottesche: si è creduto di poter riconoscere l'intervento del giovane Dalmasio nei busti di santi dipinti nella predella del polittico firmato da Giotto realizzato per una chiesa bolognese e oggi nella Pinacoteca Nazionale di Bologna. Successivamente il suo stile si avvicinò allo spirito narrativo pungente di Vitale. Agli anni quaranta dovrebbe risalire la bellissima Madonna col Bambino Johnson, oggi conservata nel Philadelphia Museum of Art di Filadelfia.
Probabilmente negli anni quaranta potrebbe essere stato a Firenze, dove gli sono attribuiti gli affreschi con la Storie della vita di san Gregorio nella cappella Bardi in Santa Maria Novella.
Tra il 1359 e il 1363 potrebbe aver realizzato gli affreschi con le Storie della vita di San Francesco nella chiesa dedicata al Santo a Pistoia: qui è palese il riferimento alle analoghe Storie giottesche ad Assisi sia nella ripresa precisa degli episodi, sia dal punto di visto stilistico (Dalmasio recepisce soluzioni plastiche più corpose). 
Un documento del 1359 ricorda che Dalmaxius pictor bononiensis, presente a Pistoia, ha dipinto un tabernacolo per la chiesa di San Giovanni Fuorcivitas e anche negli anni seguenti lo stesso Dalmasio è attivo nella città toscana: questo dato documentario ha consentito di riconoscere in Dalmasio il pittore (di evidente formazione bolognese) che affrescò la cappella maggiore della chiesa di San Francesco di Pistoia. Da questa attribuzione prende origine il corpus di opere attribuite a Dalmasio o, come si è preferito dire per lungo tempo, allo "Pseudo Dalmasio". La necessità di usare questa formula onomastica derivava da una reale o presunta mancata corrispondenza tra le date delle opere attribuite e la vicenda cronologica del Dalmasio dei documenti. Gli affreschi di Pistoia, secondo alcuni autori, andrebbero datati al 1343, data riportata in una lapide in situ: tuttavia la lapide non si riferisce alla decorazione pittorica, ma solo all'assegnazione della cappella maggiore alla famiglia Ciantori.

### Opere attribuite
- Madonna col Bambino, Filadelfia, Philadelphia Museum of Art, inv. 3
- Storie della vita di san Gregorio, affreschi nella cappella Bardi della chiesa di Santa Maria Novella a Firenze (1340-1350 circa)
- Storie della vita di san Francesco, affreschi nella chiesa di San Francesco a Pistoia (1360-1365 circa)
- Dittico
  - Crocefissione, Firenze, collezione Acton
  - Deposizione dalla croce, New York, collezione privata
- Crocefissione, Pinacoteca Nazionale di Bologna, inv. 215 (prov. dalla chiesa di San Martino di Bologna)
- Madonna in trono col Bambino e angeli, New York, collezione Askew
- Flagellazione, Seattle, Seattle Art Museum, inv. 61.147 (dalla Kress Collection, K1206)
- Trittico con la crocefissione, (dalla chiesa di San Vitale, Bologna), datata 1333; ora a Parigi, Museo del Louvre (poi attribuita al Maestro del 1333)[12].
- Sant'Onofrio, affresco su una semicolonna della chiesa di San Martino di Bologna[11]